# Parathemisto japonica
Parathemisto japonica är en kräftdjursart. Parathemisto japonica ingår i släktet Parathemisto och familjen Hyperiidae. Inga underarter finns listade i Catalogue of Life.